# Vampirisme dans la littérature

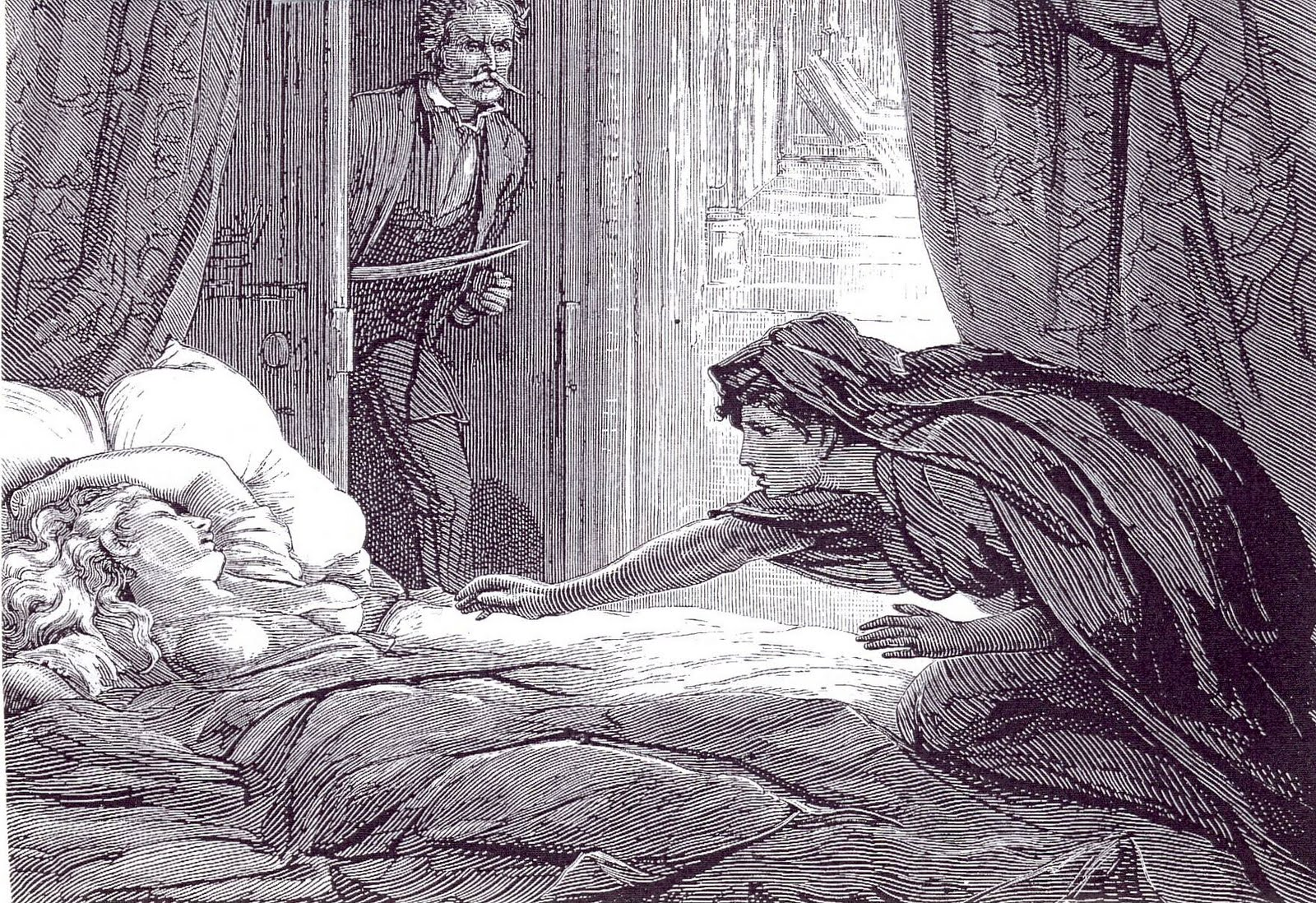
Carmilla de Sheridan Le Fanu (1872).

Le vampirisme dans la littérature regroupe toutes les œuvres traitant ou abordant le mythe du vampire. Le vampire littéraire est apparu pour la première fois dans la poésie du XVIIIe siècle, avant de devenir l’une des figures phares de la fiction gothique avec la publication de The Vampyre de Polidori (1819), lequel fut inspiré par la vie et la légende de Lord Byron. Plus tard, les œuvres influentes comprennent le penny dreadful Varney the Vampire (en) (1847) ; le conte de la vampire lesbienne de Sheridan Le Fanu, Carmilla (1872) et le chef-d’œuvre du genre : le Dracula de Bram Stoker (1897). Certains auteurs créèrent un « vampire plus sympathique », Varney étant le premier exemple et en 1976 par Anne Rice dans Entretien avec un Vampire.
Plus récemment le genre a été mélangé avec des éléments de science fiction comme des aliens. C'est le cas dans Novice d'Octavia E. Butler (2005 aux États-Unis, 2008 en France). En outre, certains vampires modernes se nourrissent même d’énergie plutôt que de sang.

## Historique

### Premiers récits
Le thème du vampire a inspiré les poètes et écrivains depuis 1748, année à laquelle Heinrich Augustin von Ossenfelder (de) écrit Der Vampyr. En 1797, soit un siècle avant Bram Stoker, Goethe, dans la Fiancée de Corinthe, aborde sous forme de métaphore l'état non mort d'une jeune femme se nourrissant de sang.
Le premier texte anglais sur ce thème fut The Vampyre de John Stagg en 1810. Mais le premier personnage qui attira l'attention fut Lord Ruthven, créé par John William Polidori en 1819 dans une longue nouvelle intitulée Le Vampire. Le contexte d'écriture de cette dernière nouvelle est remarquable. Un défi fut lancé par Lord Byron lors d'une journée pluvieuse à, entre autres, Percy (qui refusa) et son épouse Mary Shelley, avec le but d'écrire une nouvelle mettant en scène un mort-vivant. Mary Shelley engendra d'ailleurs Frankenstein. En revanche, Lord Byron, manquant d'inspiration, abandonna ses notes à son secrétaire John William Polidori, qui travailla cette ébauche et eut un succès immédiat en Europe. De fait, la paternité de ce récit fut âprement disputée entre les deux écrivains et fut finalement attribuée à Lord Byron. Avec sa publication, le thème du vampirisme devient alors incontournable et de nombreux auteurs britanniques, allemands, français s'y essaient : Théophile Gautier, Paul Féval, Hoffman, Tolstoï, etc.

### Récits fondateurs du mythe moderne
Le virage suivant est pris par Sheridan Le Fanu avec Carmilla en 1872. Il présente le vampire comme une victime de son propre état et s'oppose du même coup au bien-pensant de la Grande-Bretagne en abordant le lesbianisme du personnage, sachant que l'homosexualité était fortement condamnée.
En 1897, Bram Stoker crée Dracula qui sacre le vampire personnage de fiction à part entière...

### Récupérations modernes et amplifications
Anne Rice contribuera à donner une seconde jeunesse au mythe des buveurs de sang avec ses Chroniques des vampires, qui débutent en 1976 avec l'opus Entretien avec un vampire. Dans cette série, Anne Rice donne une interprétation originale des origines des vampires, et axe une bonne partie de l'œuvre autour des interrogations métaphysiques et morales qui peuvent tenailler les vampires. 
Dans Je suis une légende, son premier roman, Richard Matheson met en scène le dernier humain vivant dans un monde peuplé de vampires, tout en prétendant apporter une explication scientifique à l'existence de ces derniers.
Vers la fin des années 1990 et vers le début des années 2000, Charlaine Harris a écrit une saga qui apporta énormément a l'univers Vampirique, La Communauté du Sud. Les vampires ont dans ce monde, une sexualité épanouie et se nourrissent de sang synthétique. En effet, dans ce mone, ils ont fait leur Coming-Out et tous les humains connaissent leur existence. Cette saga à succès a été adapté par Alan Ball ( Six Feet Under ) dans une série TV : True Blood. 
Plus récemment, dans La Saga du désir interdit (Twilight en anglais) commencée en 2005 par Stephenie Meyer, certaines créatures appelées vampires, bien que très différentes du vampire traditionnel, vivent parmi les humains et mènent une vie normale en se nourrissant uniquement de sang animal, quand d'autres suivent le régime alimentaire traditionnel.
En 2005, Octavia E. Butler écrit Novice, roman dont l'héroïne noire, Shori, permet à l'autrice de traiter de multiples sujets comme la race, le spécisme, l'hybridation entre espèces, la symbiose mutualiste, les sexualités alternatives, la différence comme moyen de survie.
Dans le même style, on peut retrouver les livres de Lisa Jane Smith, le Journal d'un Vampire, adapté en série TV, The Vampire Diaries. Dans ce monde, tout comme dans la Communauté du Sud, les vampires brulent au soleil, et ne scintillent pas, comme dans Twilight.

## Littérature
Liste non exhaustive des œuvres sur le thème des vampires :

### Poèmes
- 1748 : Der Vampir (Le Vampire) d'Heinrich August Ossenfelder (de)
- 1773 : Lénore de Gottfried August Bürger
- 1774 : Voyage en Dalmatie (Travels into Dalmatia) d'Alberto Fortis ; pas un récit de vampires proprement dit, mais des vampires y apparaissent.
- 1788 : Les Morlaques, de Giustiniana Wynne (en)
- 1797 : La Fiancée de Corinthe (Die Braut von Korinth) de Johann Wolfgang von Goethe
- 1801 : Thalaba the Destroyer (Thalaba le destructeur) de Robert Southey
- 1810 : The Vampyre (Le Vampire) de John Stagg
- 1813 : Le Giaour de Lord Byron
- 1816 : Christabel de Samuel Taylor Coleridge
- 1851 : Le Vampire de Charles Baudelaire

### Prose
- 1819 : Le Vampire de John William Polidori
- 1820 : Lord Ruthwen ou les Vampires de Cyprien Bérard, souvent attribué à Charles Nodier qui en fait en a produit une pièce de théâtre.
- 1825 : La vampire, ou La vierge de Hongrie (The Virgin Vampire) d'Étienne-Léon de Lamothe-Langon[3]
- 1836 : La morte amoureuse de Théophile Gautier
- 1845 : Vamey, le vampire de James Malcolm Rymer
- 1847 : La famille du Vourdalak (The Family of the Vourdalak) de Alexis Konstantinovitch Tolstoï
- 1849 : Histoire de la Dame pâle, nouvelle d'Alexandre Dumas
- 1856 : Les Drames de la Mort de Paul Féval
- 1860 : Le Chevalier Ténèbre de Paul Féval
- 1865 : La Vampire de Paul Féval (réédition de l'un des romans précédemment publiés dans les Drames de la Mort)
- 1872 : Carmilla de Sheridan Le Fanu
- 1875 : La Ville-Vampire de Paul Féval
- 1886 : Le Horla (dans la première version) de Guy de Maupassant
- 1894 : Le Parasite de Sir Arthur Conan Doyle
- 1897 : Dracula suivi de L'invité de Dracula de Bram Stoker
- 1897 : Le Sang du vampire de Florence Marryat
- 1909 : La Dame au linceul de Bram Stoker
- 1936 : Mademoiselle Christina (Domnișoara Christina) de Mircea Eliade
- 1954 : Je suis une légende (I Am Legend) de Richard Matheson
- 1975 : Salem (Salem's Lot) de Stephen King
- 1980 : Les Prédateurs (The Hunger) de Whitley Strieber
- 1992 : Enterrer l'ombre et Exhumer l'Ombre (Burying the Shadow) de Storm Constantine
- 1992 : Les Morsures de l'aube de Tonino Benacquista
- 1993 : L'Aube écarlate (The Golden) de Lucius Shepard
- 2004 : Laisse-moi entrer (Låt den rätte komma in) de John Ajvide Lindqvist
- 2005 : L'Historienne et Drakula (The Historian) d'Elizabeth Kostova
- 2008 : Novice d'Octavia E. Butler (Fledgling)
- 2008 : Un lieu incertain de Fred Vargas
- 2009 : Dracula l’Immortel de Dacre Stoker et Ian Holt
- 2010 : Les Radley (The Radleys) de Matt Haig
- 2011 : Vampire de Patricia Cornuz
- 2011 : Vampires de Thierry Jonquet
- 2012 : Vogelsang ou la mélancolie du vampire de Christopher Gérard
- 2013 : La Véritable Histoire d'un vampire d'Anouchka Breugnot

### Séries de romans
- 1975-2002 : Les Chroniques de Dracula de Fred Saberhagen, débutée avec Les Confessions de Dracula, comprend dix tomes qui n'ont pas tous fait l'objet d'une traduction française.
- Depuis 1976 : Les Chroniques des vampires d'Anne Rice
- Depuis 1978 : Le Comte de Saint-Germain de Chelsea Quinn Yarbro, série de plus de vingt romans
- 1984 - 1995 : Timmy Valentine, trilogie de S. P. Somtow (Vampire Junction, Valentine et Vanitas)
- Depuis 1986 : Nécroscope
- 1986-2018 : Le Cercle des immortels de Sherrilyn Kenyon, qui associe le mythe des vampires avec des dieux de toutes religions confondues
- 1986-1999 : La saga du Sorceleur de Andrzej Sapkowski, serie de fantasy dans laquelle Régis, l'un des personnages principaux, s'avère être un vampire supérieur
- 1989 : Série centrée sur le personnage de Sonja Blue, débutée avec La Volupté du sang, de Nancy A. Collins
- 1991-2014 : Le Journal d'un vampire (The Vampire Diaries) : La Naissance, La Princesse des ténèbres, La Furie, La Réunion macabre, de Lisa Jane Smith
- 1992-1997 : Eros Vampire (2 tomes) et Les Âmes perdues, de Poppy Z. Brite
- Depuis 1993 : Anita Blake de Laurell K. Hamilton
- 1993-1997 : La Trilogie en rouge de Jeanne Faivre d'Arcier (Rouge Flamenco, La Déesse écarlate)
- 2000-2004 : La trilogie L'Assistant du vampire  : La Morsure de l’araignée, Le cauchemar continue et Jeux de sang de Darren Shan
- 2001-2014 : La Communauté du Sud de Charlaine Harris
- 2005-2008 : La Saga du désir interdit (Twilight) : Fascination, Tentation, Hésitation et Révélation ainsi que L'Appel du sang de Stephenie Meyer
- 2006-2013 : Les Vampires de Manhattan de Melissa de La Cruz
- Depuis 2007 : La Chasseuse de la nuit de Jeaniene Frost
- 2007-2012 : La Maison de la nuit (House of Night) de P. C. Cast et Kristin Cast
- 2009-2017 : Les Vampires de Chicago de Chloe Neill
- 2013-2016 : Vampire Nation, de Larissa Ione

### Anthologie
- Dernières Nouvelles de Dracula, collectif d'auteurs (recueil de nouvelles)
- De sang et d'encre, Léa Silhol
- Territoires de l'Inquiétude n°4, Alain Dorémieux
- Vampires, Francis Lacassin
- Dracula et autres écrits vampiriques, édition et trad. de l'anglais par Alain Morvan, Paris, Gallimard, coll. « Bibliothèque de la Pléiade », 2019. Ce volume contient : Samuel Taylor Coleridge : Christabel ; John William Polidori : Le Vampire ; Lord Byron : Fragment ; Joseph Sheridan Le Fanu : Carmilla ; Bram Stoker : Dracula - L'Invité de Dracula ; Florence Marryat : Le Sang du vampire ; Robert Southey : Thalaba le destructeur (extrait) ; Lord Byron : Giaour (extrait).

### Jeunesse
Le vampire est également présent en littérature jeunesse. 
- 1979-2008 : Le Petit Vampire, série pour enfants d'Angela Sommer-Bodenburg
- 1985 : Vladimir Poltron, vampire de 3e classe de Jack Chaboud et Nicole Claveloux met en scène un jeune vampire ayant peur de tout, horreur du sang et des sorties nocturnes
- 1999 : Mademoiselle V de Jean-Baptiste Evette : une fille vampire réveillée par des travaux du métro parisien se lie d'amitié avec une jeune humaine. Celle-ci tente de lui expliquer le monde de la surface, que la vampire ne peut se figurer qu'à travers les affiches du métro. Finalement, Mademoiselle V succombe à la tentation du jour.
- 2010 : Sur les terres du comte Dracula de Arthur Ténor

### Bande-dessinée
- Depuis 1969 : Vampirella
- Depuis 1999 : Petit Vampire, série de Joann Sfar
- 2004-2013 : Vampire Knight, manga de Matsuri Hino